# Волжская текстильная компания
АО «Волжская текстильная компания» — российская компания, существовавшая с 2006 по 2009 год; объединяла ряд производственных комплексов легкой промышленности Чувашской Республики и других регионов Российской Федерации.
Компания была создана в августе 2006 года в результате слияния ОАО Корпорация «Чебоксарский хлопчатобумажный комбинат» и ЗАО «Чебоксарский трикотаж»; входила в группу «Савва» (Москва). Главный офис располагался в городе Чебоксары. Компания считалась крупным производителем хлопчатобумажных тканей. В 2009 году компания обанкротилась.

## История
Компания была создана в 2006 году в результате слияния ряда компаний легкой промышленности города Чебоксары. К основным предприятиям, включенным в состав компании, относились ОАО «Корпорация „Чебоксарский хлопчатобумажный комбинат“ — один из переработчиков хлопка в России и АО «Чебоксарский трикотаж».
В состав ОАО «ВТК» входили 7 предприятий легкой промышленности, расположенных в Чувашской Республике, Ивановской, Калужской и Пензенской областях, в рамках дивизионов «Домашний текстиль», «Одежда», «Спецодежда» и «Обувь». В компании работало свыше 12 тысячи человек. В 2009 году компания обанкротилась.
Верховный суд РФ подтвердил непричастность топ-менеджмента к банкротству Волжской текстильной компании (АО «ВТК»).. Верховный суд отказал конкурсному управляющему АО «ВТК» Юрию Парамонову в передаче для рассмотрения Судебной коллегии по экономическим спорам Верховного суда РФ кассационной жалобы на постановление судов предыдущих инстанций об отказе в привлечении бывших топ-менеджеров компании к субсидиарной ответственности. По результатам рассмотрения жалобы господина Парамонова кассационная инстанция арбитражного суда Волго-Вятского округа отказала в её удовлетворении, тем самым подтвердив, что нет оснований для привлечения к субсидиарной ответственности бывших руководителей группы компаний «САВВА» и ВТК Никиты Колесникова, Дмитрия Романцова, Дмитрия Порта, Евгения Осокина и Владислава Дудина. Ранее решение АС Чувашской Республики о взыскании 3,2 млрд рублей с бывших топ-менеджеров ВТК было отменено Первым арбитражным апелляционным судом.
Более года Юрий Парамонов пытался доказать в суде причастность бывших топ-менеджеров к банкротству ВТК. Процедура наблюдения в отношении компании введена в 2009 году, а в августе 2010-го она объявлена банкротом и перешла под контроль основного кредитора – Чувашского отделения Сбербанка РФ и конкурсного управляющего. Однако с иском о привлечении бывших топ-менеджеров к субсидиарной ответственности по долгам банкрота господин Парамонов обратился в суд только спустя пять лет после введения процедуры банкротства.
7 июля 2014 года Чувашский АС вынес решение об удовлетворении просьбы конкурсного управляющего, отмена которого впоследствии была поддержана всеми последующими судебными инстанциями. Так, Первый арбитражный апелляционный суд, тщательно проработав в течение девяти месяцев около 400 томов дела о банкротстве ВТК, 2 апреля 2015 года отменил это решение. 31.июля 2015 года кассационная инстанция арбитражного суда Волго-Вятского округа оставила жалобу господина Пармонова без удовлетворения. И, наконец, отказал конкурсному управляющему в рассмотрении жалобы и Верховный суд РФ.
29 сентября 2015 года Судья Верховного суда РФ в своем определении, соглашается с выводами суда апелляционной инстанции «об отсутствии причинно-следственной связи между действиями ответчиков и банкротством должника» и о том, что «банкротство должника вызвано объективно сложившейся негативной экономической конъюнктурой ведения предпринимательской деятельности в 2008-2009 года и не зависит напрямую от действий контролирующих должника лиц».
«Банкротство ВТК было спровоцировано банками-кредиторами и эта оценка найдет своё отражение в мотивировочной части решения Первого арбитражного апелляционного суда». Аргументы и Факты Архивная копия от 18 мая 2015 на Wayback Machine Рассмотрение апелляционных жалоб на решение арбитражного суда Чувашской республики от 07.07.2014 года длилось более 9 месяцев. Рассмотрение дела в апелляции было не только очень длительным, но и тщательным, с проработкой более 400 томов дела о банкротстве ВТК. В результате апелляционный суд не нашел оснований для привлечения бывшего руководства компании к субсидиарной ответственности. По словам адвоката Королева, в интервью "МОСПРАВДЕ" он впервые в своей практике сталкивается со столь длительным рассмотрением дела в апелляции, что свидетельствует о его недостаточном изучении в суде первой инстанции.

## Продукция компании
Продукция компании выпускалась под марками «Хлопковый рай», «Трико-Таки», «Чебоксарский трикотаж» и «Работекс». В ассортименте: 
- мебельно-декоративные ткани, жаккардовые покрывала
- столовое бельё и полотенца
- пряжа трикотажная и ткацкая
- хлопчатобумажные ткани — двунитка, саржа, марля
- ватин, межпрокладка,
- колготки женские, носки мужские, детские носки, получулки, колготки;
- детское и ясельное белье из хлопчатобумажной пряжи;
- спортивный трикотаж — костюмы, брюки, шорты;
- джемперы, халаты, юбки, блузки.